# 布魯姆斯島 (馬里蘭州)
布魯姆斯島（英語：Broomes Island）是位於美國馬里蘭州卡爾弗特縣的一個普查規定居民點。

## 人口
根據2020年美國人口普查的數據，布魯姆斯島的面積為1.91平方千米，當中陸地面積為1.88平方千米，而水域面積為0.02平方千米。當地共有人口379人，而人口密度為每平方千米198.43人。